# Lyn Lapid
Lyn Lapid nacida el 24 de octubre de 2002 en Baltimore, Maryland, es una cantante, vocalista y compositora estadounidense de ascendencia filipina. Ganó popularidad en TikTok por sus canciones "Producer Man" y "In My Mind".

## Carrera
Lyn comenzó su carrera como animadora en las redes sociales. Publicó su primer video en YouTube el 31 de diciembre de 2018 con el nombre de "Best Part" que era un cover. Empezó a escribir canciones originales en el 2020 y a publicarlas en Tik Tok. Estudió piano clásico y tocó violín a lo largo de 7 años. Lyn lanzó su primera canción en octubre de 2020 llamada "Producer Man" con la que ganó mucha popularidad. En agosto de 2021 lanzó "In My Mind" donde rápidamente se hizo viral en Tik Tok, actualmente es su canción más reproducida en Spotify con más de 50 millones de reproducciones. 